# モノフルオロ酢酸ナトリウム

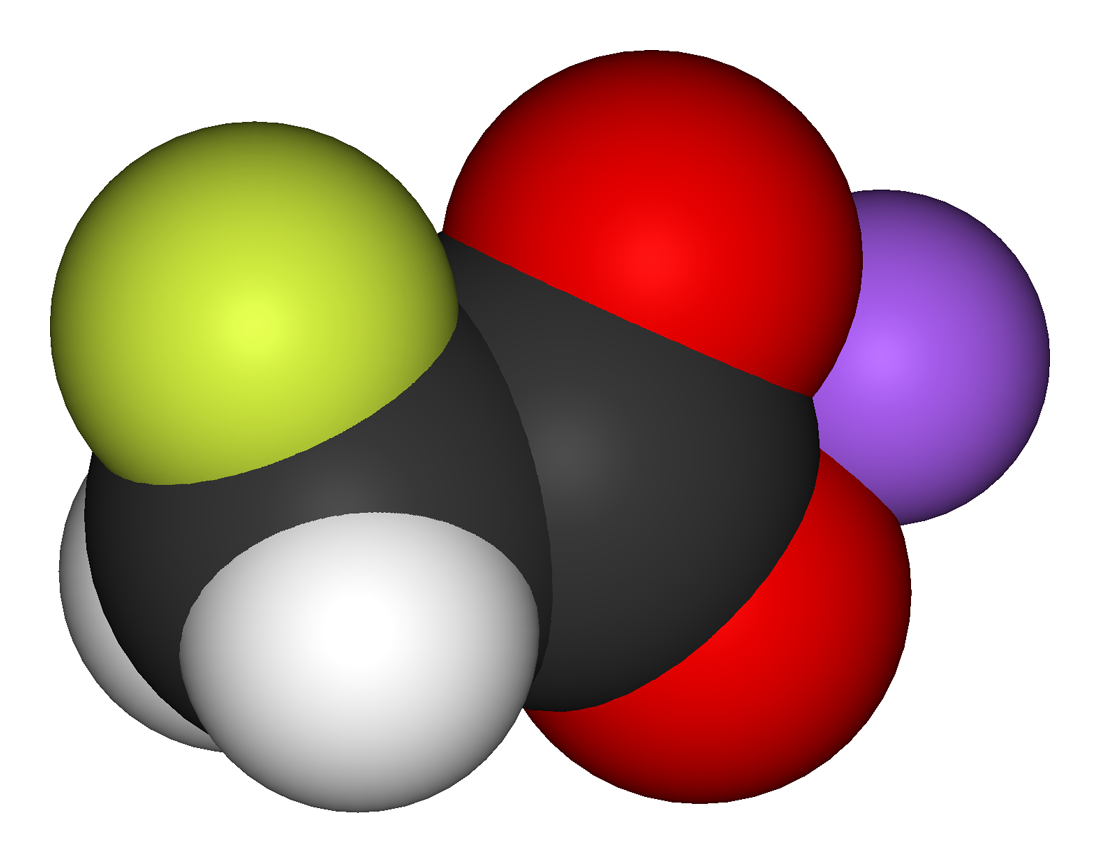
モノフロオロ酢酸ナトリウムの3次元モデル

モノフルオロ酢酸ナトリウム（モノフルオロさくさんナトリウム、英文名称 sodium fluoroacetate）は、モノフルオロ酢酸のナトリウム塩。吸湿性のある白色の粉末。日本法における特定毒物。

## 用途・毒性

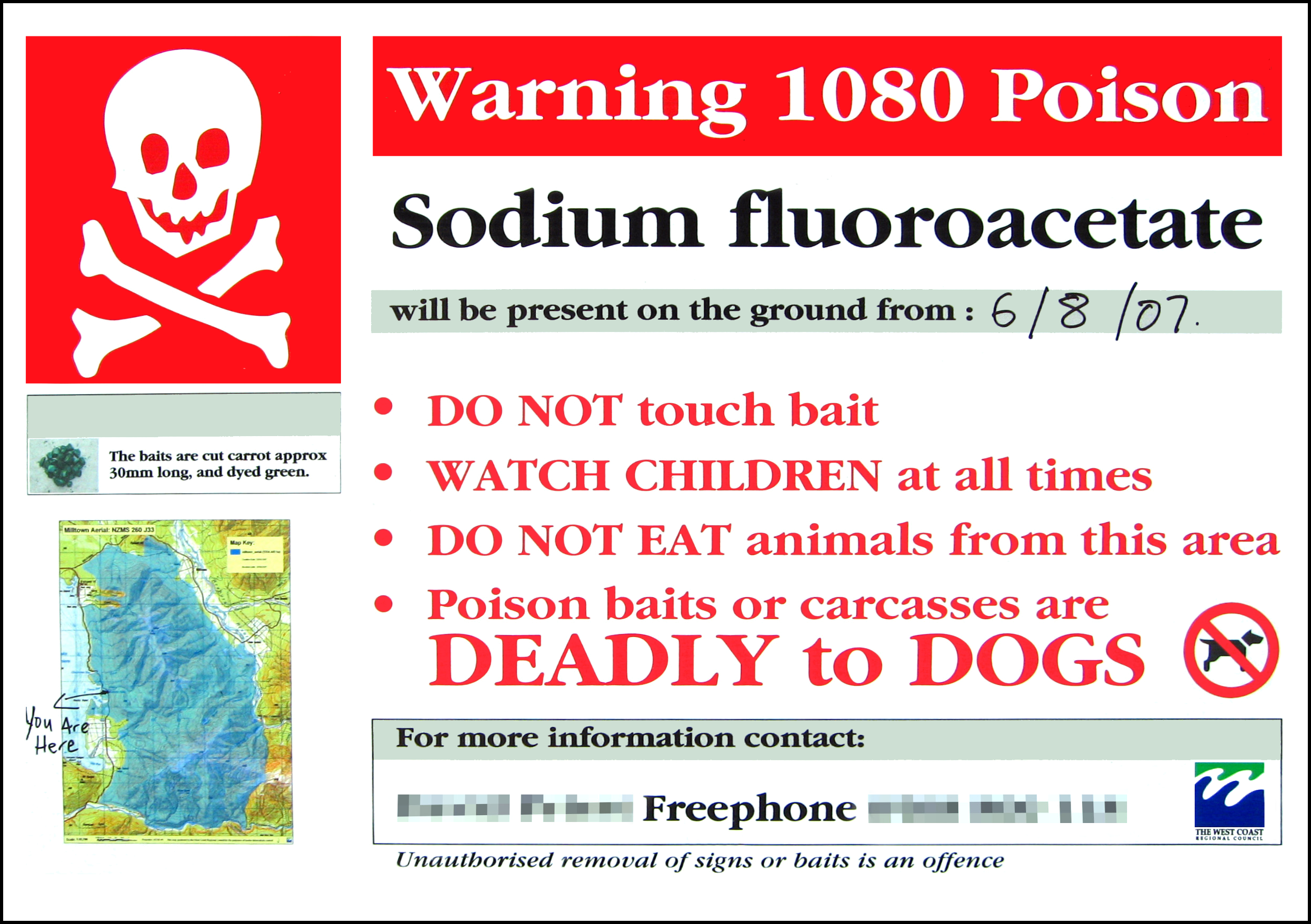
ニュージーランドにおける1080毒餌使用時の警告看板

別名、1080（TEN EIGHTY）。日本では1950年3月10日に野ねずみに対する殺鼠剤として農薬登録を受け、田畑や山林で毒餌として、また倉庫では水溶液の状態で用いられる。
ニュージーランドではフクロギツネ（ポッサム）の駆除に、北米ではコヨーテの駆除にも用いられている。世界的には他に少なくともオーストラリア・メキシコ・イスラエルでの使用例が認められ、大規模に行う場合は毒餌の空中散布も行われている。オーストラリアでは、これを危険視する声もある。
誤飲食防止のため深紅色の着色及び日本薬局方トウガラシチンキまたはトウガラシ末の着味が義務づけられている。毒性はLD50は0.22mg/kg（ラット経口）、2-10mg（ヒト経口）と非常に強く、過興奮・嘔吐・筋痙攣・呼吸抑制・心不全などの症状が現れる。毒性の作用機序は、主にクエン酸回路の阻害による。
日本では毒物及び劇物取締法によりモノフルオロ酢酸、モノフルオロ酢酸アミドなどとともに特定毒物に指定されており、法令で認可を受けなければモノフルオロ酢酸ナトリウムを含んだ製剤を製造・使用・所持することができない。

## 歴史
ドイツの化学者が第二次世界大戦中に発見し、毒性を確認したとされる。またアメリカでも同時期に発見された 。

## 自然界における存在

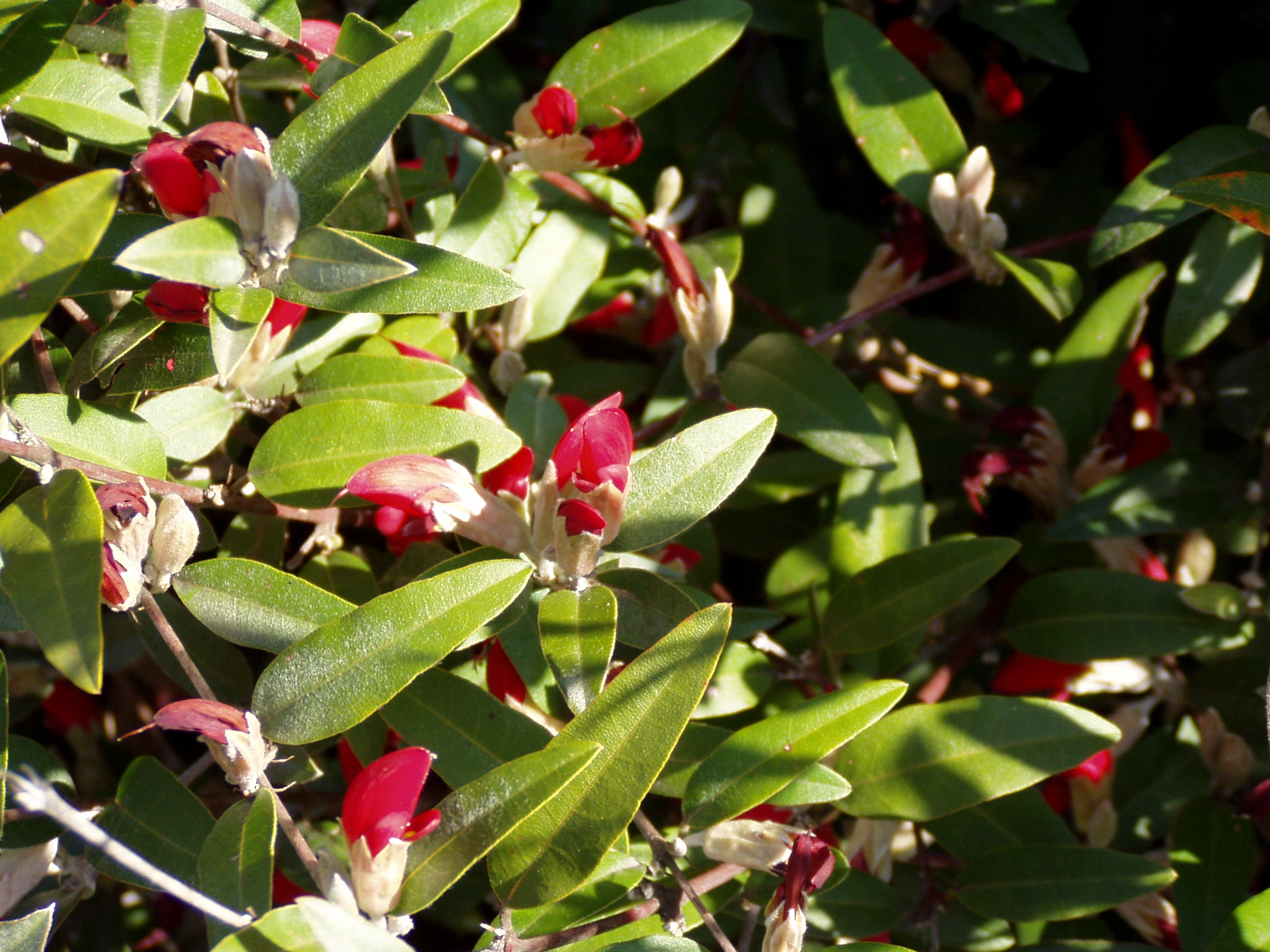
モノフルオロ酢酸塩を含有するガスストロビウム。特に葉や種子に蓄積している。

オーストラリア、ブラジル、アフリカなどではモノフルオロ酢酸ナトリウムなどのモノフルオロ酢酸塩を含む植物が、少なくとも40種発見されている。オーストラリアに生育するガスストロビウム（マメ科低木・「毒マメ」として知られる）などが典型的な例である。また、チャの葉から微量ながら検出された例も存在する。